# تخزين معرف بالبرمجيات
التخزين المعرف بالبرمجيات Software-Defined Storage -SDS هو تقنية لتخزين البيانات الحاسوبية التي تفصل أجهزة التخزين عن البرمجيات التي تدير البنية التحتية لتلك الموارد.
من التعريف، برنامج SDS هو طبقة مفصولة عن الأجهزة التي يديرها. هذه الأجهزة قد أو قد لا تمتلك منظور تجريدي abstraction، أو قد تكون مجموعة من الموارد، أو جزءا لا يتجزأ من برامج التشغيل الآلي.